# Кіммелл (Індіана)
Кіммелл (англ. Kimmell) — переписна місцевість (CDP) в США, в окрузі Нобл штату Індіана. Населення — 433 особи (2020).

## Географія
Кіммелл розташований за координатами 41°23′38″ пн. ш. 85°32′56″ зх. д. / 41.39389° пн. ш. 85.54889° зх. д. (41.394005, -85.548802).  За даними Бюро перепису населення США в 2010 році переписна місцевість мала площу 2,57 км², з яких 2,49 км² — суходіл та 0,08 км² — водойми.

## Демографія
Згідно з переписом 2010 року, у переписній місцевості мешкали 422 особи в 156 домогосподарствах у складі 110 родин. Густота населення становила 164 особи/км².  Було 185 помешкань (72/км²).
Расовий склад населення:
| - 94,5 % — білих - 0,5 % — чорних або афроамериканців - 0,2 % — азіатів - 4,7 % — осіб інших рас |

До двох чи більше рас належало 0,0 %. Частка іспаномовних становила 13,7 % від усіх жителів.
За віковим діапазоном населення розподілялося таким чином: 26,8 % — особи молодші 18 років, 61,6 % — особи у віці 18—64 років, 11,6 % — особи у віці 65 років та старші. Медіана віку мешканця становила 35,3 року. На 100 осіб жіночої статі у переписній місцевості припадало 100,0 чоловіків;  на 100 жінок у віці від 18 років та старших — 100,6 чоловіків також старших 18 років.
Середній дохід на одне домашнє господарство  становив 59 895 доларів США (медіана — 43 750), а середній дохід на одну сім'ю — 63 080 доларів (медіана — 39 722). За межею бідності перебувало 1,5 % осіб, у тому числі 0,0 % дітей у віці до 18 років та 0,0 % осіб у віці 65 років та старших.
Цивільне працевлаштоване населення становило 300 осіб. Основні галузі зайнятості: виробництво — 67,3 %, освіта, охорона здоров'я та соціальна допомога — 12,7 %, транспорт — 9,0 %, науковці, спеціалісти, менеджери — 9,0 %.